# Jakob II. Trapp

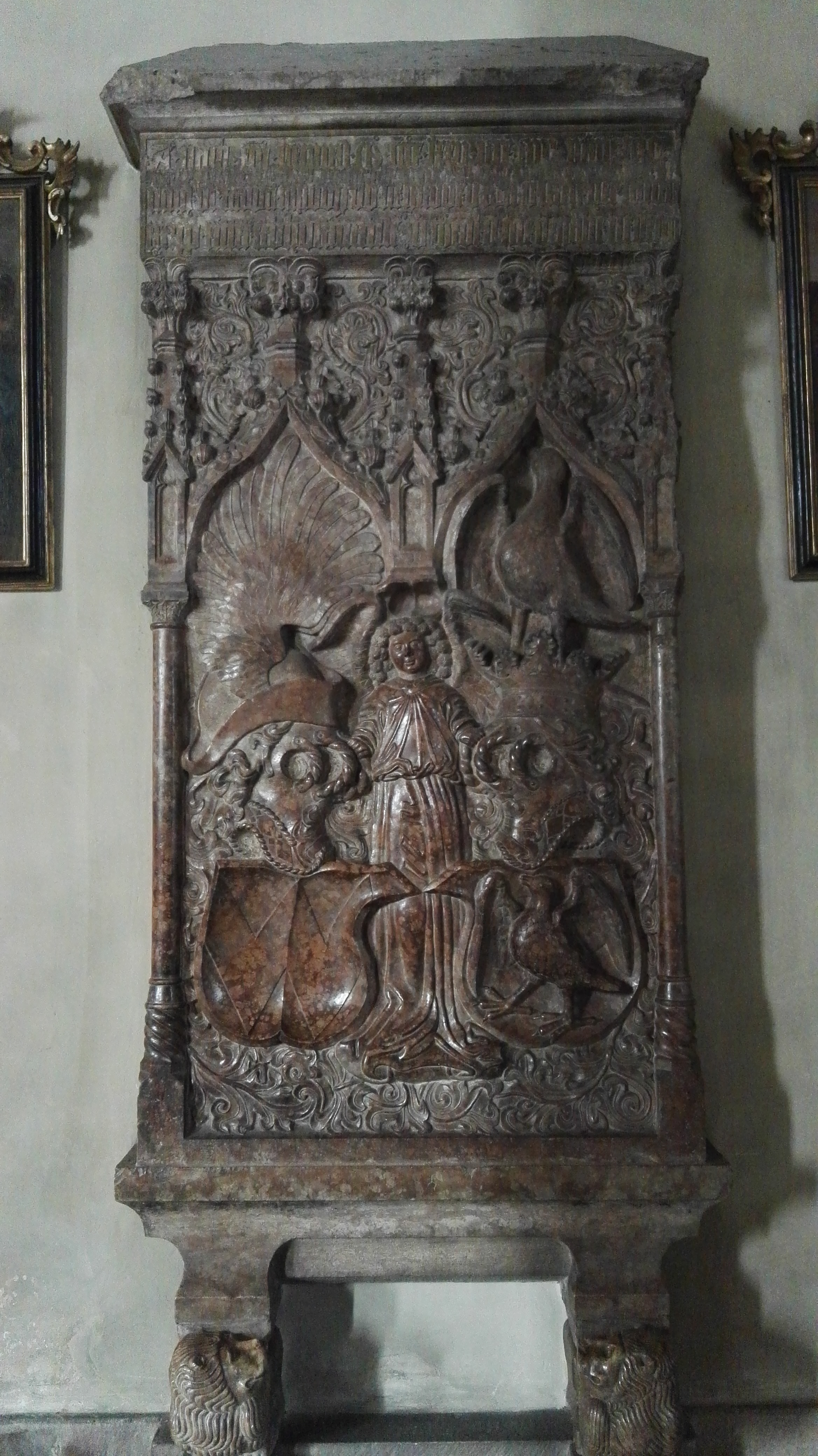
Grabstein Jakob II. Trapps in der Kirche Maria Himmelfahrt in Bozen

Jakob II. Trapp (* um 1415; † 17. August 1475) war einflussreicher österreichischer Adliger, Politiker, Diplomat und Vasall. Er war Ritter, Kämmerer, Gesandter und Obersterblandhofmeister der Gefürsteten Grafschaft Tirol, sowie Stammvater der Linie der Freiherren und Grafen Trapp von Matsch zu Pisein und Churburg. 

## Leben
Jakob II. Trapp stammte aus dem aufstrebenden steirischen Adelsgeschlecht der Trapp von Trappenburg. Erst sein Vater und deren Brüder waren nachweislich in die Ritterschaft aufgestiegen. Er war der Sohn von Jakob I. Trapp aus dessen zweiter Ehe mit Klara geb. Gallenberger. Der Propst der Abtei Seckau Ulrich Trapp († 1415) war sein Onkel. Zunächst stand er unter der Vormundschaft seines Vetters Erhard II. Trapp († 1433). Trapp kam in der ersten Hälfte des 15. Jahrhunderts von der Steiermark nach Tirol. 1435 diente er Herzog Friedrich mit der leeren Tasche als Kämmerer. Herzog Sigismund des Münzreiche, trat 1439 die Nachfolge seines verstorbenen Vaters an. Unter seiner Regierungszeit stieg Trapp, dessen Vertrauen er gewinnen konnte, zu einem der einflussreichsten Politiker auf, dem zahlreiche Ämter und Besitzungen übertragen wurden. 1446 befanden sich er und sein Bruder Ulrich Trapp unter den von Kaiser Friedrich III. gegen Ungarn erlassenen Aufgebot der Landstände der drei Herzogtümer Steiermark, Kärnten und Krain. Von Herzog Sigmund erlangte er am 4. Januar 1450 die Herrschaft Forchtenstein. 1452 nahm er an der Versammlung der österreichischen Landstände in Wien teil. 1455 reiste er in diplomatischer Mission an den französischen Königshof in Paris, um eine geplante Ehe von Prinzessin Magdalena von Frankreich mit König Ladislaus Postumus zu verhandeln. 1457 übertrug ihm Sigismund die Pflege des Gerichtes Castel Ivano. 1458 trat er die Nachfolge Andreas von Weißpriach als herzoglicher Hofmeister an. Kaiser Friedrich III. bestätigte am 20. Februar 1460 die Verpfändung des Schlosses Ivano von Herzog Sigismund an Jakob II. Trapp. Seit 1460 hielt er sich als Vogt und Schlosshauptmann von Bregenz größtenteils dort auf. 1461 wurde er mit Caldonazzo und 1470 mit Castel Beseno belehnt. Um 1462 heiratete er Barbara, die Tochter des Landeshauptmanns von Tirol Ulrich IX. Graf von Matsch aus dem einflussreichen Geschlecht derer von Matsch. 1464 soll er als Vogt von Bregenz, dass 1462 durch einen Brand zerstörte Frauenkloster in Kennelbach wiederaufgebaut und ihm den Namen Hirschtal gegeben haben. Des Weiteren war er Inhaber und Pfleger von Schloss Ambras bei Innsbruck. 1466 reiste er als Beobachter zum Reichstag nach Nürnberg. Am 5. November 1469 erlangte er für seine Familie das erbliche Amt des Obersterblandhofmeisters von Tirol. Im Waldshuterkrieg hielt er sich 1468 in St. Blasien im Schwarzwald auf, um den Vormarsch der Eidgenossen auf Waldshut zu stoppen. Jakob II. Trapp am 17. August 1475. Sein Grabstein aus rotem Marmor befindet sich im rechten Seitenschiff neben dem Presbyterium in der Kirche Maria Himmelfahrt in Bozen. Die Inschrift lautet:

„Nach Christi Geburt MCCCCLXXV Jahr am Pfingtzag nach unser Frauen Verkündung da ist gestorben der edl und streng Herr Jakob Trapp Ritter Erbhofmeister zu Tirol, der hier begraben ist, dem Gott gnad“

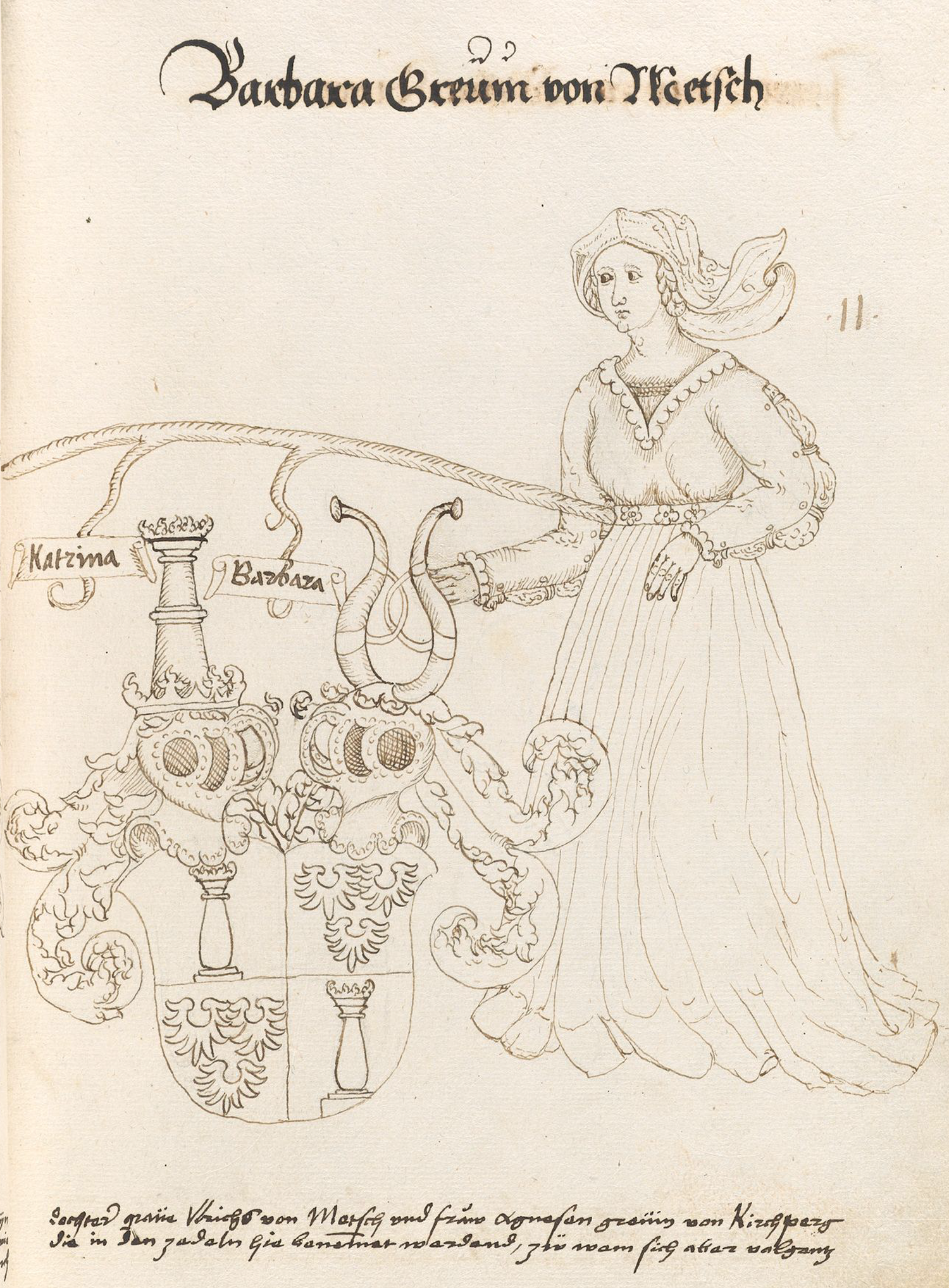
Die Ehefrau von Jakob II. Trapp, Barbara von Matsch mit Wappen

Nach dem Tod von Jakob II. Trapp ersuchte seine Witwe Barbara, im Namen ihrer minderjährigen Kinder, um einen Lehensempfang der Güter ihres verstorbenen Mannes. Laut Urkunde vom 10. Dezember 1490 belehnte der Bischof von Trient Ulrich seinen nun volljährigen Oheim Jakob III. Trapp als ältesten seiner Brüder Georg und Karl, mit den Schlössern Camp, Vaß und dem Gericht Grumeso. Laut Urkunde des Wolkensteiner Archives vom 10. Februar 1492 war auch Schloss und Herrschaft Ivano im Pfandbesitz der Brüder Jörg, Jakob und Karl Trapp. Jakob III. Trapp verzichtete darauf auf Ivano um 1492 von Kaiser Maximilian I. mit der Pflegschaft Ulten belehnt zu werden. Mit dem Tod von Gaudenz von Matsch († 1504), ist das Geschlecht derer von Matsch im Mannesstamm erloschen. Schließlich fiel seinen Neffen nach einem langen Erbstreit auch das reiche Erbe der Matsch, darunter die Churburg in Schluderns zu. Die Grafen von Trapp nahmen in Folge das erledigte Wappen der Matsch ihn ihr eigenes als Herzschild auf. Die Churburg ist noch heute im Eigentum der Familie Trapp.

## Familie
Jakob II. Trapp heiratete um 1462 Barbara von Matsch, die Tochter des Landeshauptmanns von Tirol Ulrich IX. Graf von Matsch (1419–1481) und Agnes geb. Gräfin von Kirchberg und Gräfin von Werdenberg-Sargans († 1472). Aus der Ehe sind folgende Kinder bekannt.
1. Jakob III. Trapp, ⚭ Veronika von Welsberg
2. Georg Trapp, ⚭ Zimburga Fuchs von Fuchsberg
3. Karl Trapp, ⚭ Anna Freiin von Wolkenstein
4. Barbara Trapp